# Tabat
Tabat este un oraș în Sudan.
În 2011, orașul a fost puternic afectat de conflicte armate.